# Viridrillia williami
Viridrillia williami é uma espécie de gastrópode do gênero Viridrillia, pertencente a família Pseudomelatomidae.